# Смариды
Смариды (лат. Spicara) — род морских лучепёрых рыб из семейства спаровых (Sparidae). Распространены в восточной Атлантике и западной части Индийского океана.

## Описание
Тело удлинённое, сжатое с боков, покрыто ктеноидной чешуёй. Рыло заострённое, без чешуи. Верхняя челюсть выдвижная. На обеих челюстях несколько рядов мелких конических зубов. На сошнике зубы есть или отсутствуют. В жаберной перепонке шесть лучей. На первой жаберной дуге 25—30 жаберных тычинок.
Один длинный спинной плавник с 10—12 жёсткими колючими и 9—12 мягкими лучами. Между колючей и мягкой частями выемки нет. В анальном плавнике 3 колючих и 8—10 мягких лучей. Вдоль оснований мягкой части спинного и анального плавников нет бороздки, в которую могли бы складываться лучи плавников. Брюшные плавники с 1 колючим и 5 мягкими лучами, в основании имеется хорошо выраженная чешуйчатая лопастинка. Хвостовой плавник выемчатый. Плавательный пузырь с двумя выростами. Пилорических придатков четыре

## Систематика
Ранее данный род относили к отдельному семейству cмаридовых (Cenracanthidae). С 2014 года рассматриваются в составе семейства спаровых.
В составе рода выделяли 8 видов:
- Spicara alta (Osório, 1917)
- Spicara australis (Regan, 1921)
- Spicara axillaris (Boulenger, 1900)
- Spicara maena (Linnaeus, 1758) — Средиземноморская смарида, или мендола, или обыкновенная мена, или мэнола
- Spicara martinicus (Valenciennes, 1830)
- Spicara melanurus (Valenciennes, 1830)
- Spicara nigricauda (Norman, 1931)
- Spicara smaris (Linnaeus, 1758) — Обыкновенная смарида, или смарида

Генетические исследования подтвердили, что Spicara flexuosa является не синонимом Spicara maena, а самостоятельным видом
- Spicara flexuosa (Rafinesque, 1810) — Спикара